# 紙の月
『紙の月』（かみのつき）は、角田光代による日本のサスペンス小説。

## 概要
学芸通信社の配信により『静岡新聞』2007年9月から2008年4月まで連載され、『河北新報』『函館新聞』『大分合同新聞』など地方紙に順次連載された。
著者の角田はこの作品を執筆する際、普通の恋愛では無い、歪なかたちでしか成り立つことのできない恋愛を書こうと決めていたが、実際のニュースで銀行員の女性が使い込みをしたという事件を調べると、大抵が“男性に対して貢ぐ”という形になっていることに違和感を覚えた。そして、“お金を介在してしか恋愛ができなかった”という能動的な女性を描きたいという思いが湧き上がったと話している。
2012年、第25回柴田錬三郎賞を受賞。
2014年に原田知世主演でテレビドラマ化。同年11月15日には宮沢りえ主演で映画化もされた。
映画公開初週の2014年11月24日オリコン週間本ランキングで前週の週間売上3.6万部を上回り本作最高売上の5.8万部を記録し、登場10週目にして初めて1位となった。その時点で文庫本累積売上は24.5万部となった。

## あらすじ
バブル崩壊直後の1994年。夫と二人暮らしの主婦・梅澤梨花は、銀行の契約社員として外回りの仕事をしている。細やかな気配りや丁寧な仕事ぶりによって顧客からの信頼を得て、上司からの評価も高い。何不自由のない生活を送っているように見えた梨花だったが、自分への関心が薄い夫との間には、空虚感が漂いはじめていた。そんなある日、梨花は年下の大学生、光太と出会う。光太と過ごすうちに、ふと顧客の預金に手をつけてしまう梨花。最初はたった１万円を借りただけだったが、その日から彼女の金銭感覚と日常が少しずつ歪み出し、暴走を始める。

## 登場人物
梅澤 梨花（うめざわ りか）〔旧姓：垣本（かきもと）〕
主人公。父親は神奈川県下に数十軒の店舗をもつ家具店「アトラス」の経営者で、幼稚園からエスカレーター式の私立・M女子学園に通い、ピアノとバレエを習い、週末になるとオーダーメイドの服を着て都心まで食事に行ったり夏は軽井沢の別荘で過ごしたりするなど経済的に恵まれた家庭で育つ。
子供の頃から化粧をしたり流行りの髪型にしているわけでもないのに人目をパッとひく、おろしたての石鹸のような美しさで大人びていた。いじめられている人や教師にも分け隔てなく誰にでも屈託なく話しかけるような明るい性格。成績は良かったが、神奈川県のはずれに校舎がある東京の短大に進んだ。この頃、実家の家具店は事業を縮小。車や別荘も手放していた。
卒業後カード会社に就職するが、1986年、25歳の時に正文と結婚して退職、主婦業に専念する。
結婚当初は世田谷の賃貸マンションに住んでいたが、結婚3年目の1989年、横浜市緑区長津田の建て売り住宅に引っ越す。中條亜紀に勧められ、1990年6月からわかば銀行すずかけ台支店の営業職にパートタイマーとして入職。1994年、証券外務員特別会員二種に合格し、その年の2月から営業のフルタイマーとなる。

梅澤 正文（うめざわ まさふみ）
梨花より2歳年上の夫。食品会社の販売促進部に勤務しており、梨花とは1年弱の交際を経て結婚。
言葉数は少ないが、穏やかで優しい。実家は埼玉にある。
1997年、会社が上海に食品加工工場を建設し、そのプロジェクトの責任者補者に抜擢されたため、2年間上海で単身赴任することになる。
平林 孝三（ひらばやし こうぞう）
梨花の顧客のひとり。70代半ばの老人。
10年ほど前に妻を亡くし、息子と娘はそれぞれに家庭をもって地方で暮らしているため、つきみ野の住宅街にある百坪ほどの敷地・瓦屋根の二階建て住宅に1人で住んでいる。
梨花が資格を取得した時にお祝いにブランドのネックレスを送ってきたり、銀行の取引に関係なく梨花を休みの日に呼び出したり誘ってくるため、厄介な客を現す支店内の隠語である”クロちゃん”と呼ばれるようになった。ただし、誘いを断っても機嫌が悪くなったり取引をやめたりはしない。
週に3日ほど通いの家政婦がやってくる。
平林 光太（ひらばやし こうた）
孝三の孫。
「国公立は落ちたが六大学には現役で入れるほど成績は良く、高校は進学校の中でもトップクラスだ」と孝三は言っていたが、実はもう留年が決まっている4年生。家庭教師とカラオケ屋のバイトをかけもちしながら、サークルに所属して映画を制作している。
孝三の家で梨花と初めて顔を合わせた時に名刺をもらい、後日に梨花を誘って付き合うようになる。感情をすぐわかりやすく表に出すタイプだが、それを梨花は愛おしく感じている。
山之内（やまのうち）
梨花の顧客の夫妻。九州に転勤になっている息子夫婦がおり、孫も生まれた。孫のために定期預金しようと梨花を呼ぶ。
名護 たま江（なご たまえ）
梨花がパートタイマーだった頃からの顧客。藤が丘で一人暮らし。
ボケ始めており、誰かが夜中にこっそり入ってくるからと印鑑と通帳を梨花に預ける。
3年前に夫に先立たれてから娘2人とは疎遠。遺産でもめたと思われる。
田辺 智恵子（たなべ ちえこ）
いつも梨花の訪問を心待ちにしている一人暮らしの70歳を迎えたばかりの老女。息子は海外で暮らしている。
梨花が偽の証書を渡す。
仁志 まどか（にし まどか）
光太の新しい恋人。
髪をポニーテールに結っており、まだ子供のようにも見える22歳。光太がかつて通っていた大学の英文学科に在籍している。京王線の仙川駅から徒歩10分のアパートに下宿している。
井上（いのうえ）
梨花の銀行の上司。
佐倉（さくら）
梨花とさほど年齢が変わらない男性行員。
梨花がフルタイマーになってから同行するようになったが、週に1-2回は姿を見せず、梨花ひとりに営業を任せる。
羽山（はやま）
「日本にいられないようなこと」をして、2か月前に格安チケットでバンコクに来たという丸顔の男。22,3歳に見えるが学生ではないらしい。カップルと一緒に行動している。
タイで梨花に初めて声をかけてきた日本人。
中條 亜紀（ちゅうじょう あき）
出版社で働く40歳のキャリアウーマン。
M女子学園卒業後は四大まで進み、編集プロダクションに勤めている時に結婚。娘・沙織をもうけたが、7年前、34歳の時に自身の金遣いが原因で離婚し、親権は夫の伸義にとられてしまったため、現在は結婚当初に伸義が購入した2LDKのマンションに月々のローン7万円弱を払ってひとり暮らしをしている。離婚後はいくつもパートをかけもちした後、タウン誌を作っている編集プロダクションで契約社員として働き、その後出版社に転職した。買い物依存症で借金もある。
沙織とは「亜紀ちゃん」「サオリン」と呼び合い、友達のような関係を築いているつもりでいるが、実は贅沢な物を与えたり、高級な場所に連れていったりと、お金を介してでしか娘との関係が築けない。
梨花とは同じ学園出身ながら当時は特別話すこともなく、大人になってから料理教室で再会して友人となった。梨花のことは大人びた外見に反して子供っぽく、何一つ自分では決められない人だと思っている。
前田 曜子（まえだ ようこ）
亜紀と何度も仕事をしたことがある女性に人気のコラムニスト。辛口の文章を書くが、実際はおっとりした32歳の女性。
岡崎 木綿子（おかざき ゆうこ）〔旧姓：小田（おだ）〕
梨花とM女子学園中学3年・高校2年3年の時のクラスメイト。
卒業後は都内の飯田橋の大学に進学した。現在は結婚して10年目の主婦で、真一（しんいち）という夫とちかげという娘がいる。
節約につとめ、毎日自転車を走らせて安売りのスーパーをはしごする。
学生時代のボランティア活動の一件で、梨花のことは「正義の人」だと思っている。
佐藤 奈緒美（さとう なおみ）〔旧姓：岸元（きしもと）〕
真ん丸い顔で背が低い。梨花が指名手配されたとき、木綿子に真っ先に電話をかけてきた。
堤 潔子（つつみ きよこ）〔旧姓：山本（やまもと）〕
木綿子が7年ぶりに参加したM女子学園の同窓会で受付をしていた。
山田 和貴（やまだ かずき）
梨花と20年以上前、学生の頃につきあっていた元彼。
現在はサラリーマンで食品会社の商品管理部に勤めており、妻・牧子（まきこ）と8歳の由真（ゆま）、5歳の賢人（けんと）と共に暮らす既婚者だが、10年前に営業部にいた頃に指導をしていた自分よりひとまわり年下で30代前半の木崎睦実（きざきむつみ）と不倫をしている。妻はそれに気づいており、和貴が毎夜風呂に入っている間に鞄や携帯やスケジュール帳をチェックされているが、それは黙認している。睦実がドライなため、楽ではない関係になったらいつでも切ろうと思っていたが、妻に暗に甲斐性が無いことを責められるようになってからはやすらぎを求め、和貴の方が離れられないでいる。
山田 牧子（やまだ まきこ）
和貴の妻。
10年前までは父が会社を経営していたためかなり裕福で、大田区の一等地に二百坪の庭がある家に住み、軽井沢と伊豆高原に別荘をもつほどだったが、和貴と出会ったときにはすでに父は亡くなり、世田谷の築30年を超えるマンションに住んでいた。由真の進学が近づいた頃から、何か機会を見つけては自分の過去と子どもたちの現在を執拗に比べるようになった。

## 書評
文芸評論家の池上冬樹は、「淡々とした日常の生活がいかに危ういもので、人はいつ犯罪に走ってもおかしくない。むしろ罪をおかさないで生きていることがあたかも僥倖であるかのように思えてしまうくらい、喚起力に富んだ濃密な描写が圧倒的である。」と述べた。また、本作の主人公は女性であるが、「女の傷口やほんの少しの違和感を、実に巧妙に丁寧にえぐっている。」「自分とはかけ離れた人物が主人公であり、私なら若い男のために横領をするわけがないと思うのに、まるで心の奥底に隠している自分を描かれているような気がしてきて、泣けてくる。」といった共感のコメントが同性の読者の声として上がっている。精神科医の斎藤環はその、「日常のリアルな描写がこのミステリーを支えており、不倫や犯罪には共感できずとも、こうした描写が“刺さる”読者は、男女を問わず少なくないはず」と分析。そして、「本作の最大のミステリーは梨花の“欲望の正体”」であり、「梨花にとっては不倫も横領もボランティアと同じ“倫理性”の発露に過ぎず、彼女の逃亡は、後悔や罪悪感とはいっさい無縁の疾走である。ラストシーンの爽快感は、映画『テルマ&ルイーズ』のそれに匹敵する。」と述べた。

## 書籍情報
- 単行本：角川春樹事務所、2012年2月29日、ISBN 978-4-75841190-5
- 文庫本：ハルキ文庫、2014年9月13日、ISBN 978-4-75843845-2、巻末解説：吉田大八[9]
  - 映画化を記念し、文庫本には宮沢りえの帯がつけられた。[9]

## テレビドラマ
2014年1月7日より2月4日まで全5回、NHK総合テレビジョン「ドラマ10」枠にて放送。主演は原田知世で2011年度の連続テレビ小説『おひさま』以来のNHKドラマ出演となり、病弱だが優しく美しいヒロインの母親役から一転して今作ではある出会いをきっかけにパート先の銀行から1億円を着服して海外に逃亡してしまうという役どころに挑戦する。脚本は同局のドラマ『胡桃の部屋』や『眠れる森の熟女』を手掛けた篠崎絵里子。

### 製作・撮影
6月末からタイのチェンマイで撮影が始まり、まず冒頭とラストシーンを撮影。以後、東京都内や近郊で撮影が行われ、8月下旬にクランクアップ。11月22日に試写会と記者会見が行われ、出演の原田知世、西田尚美、脚本の篠崎絵里子、エグゼクティブプロデューサーの海辺潔、プロデューサーの近藤晋が出席した。原田は、出会った若い男性のために会社から1億円を横領してしまうという主人公・梨花の行動について、撮影を終えた後でも「私は梨花のようになることはないですね」と断言するくらいその心理は理解し難く、ギリギリまでどう演じるのか分からず毎日監督と相談し、悩みながら撮影したことを明かした。買い物依存症の亜紀を演じた西田尚美も、そんな原田演じる梨花を見て、「この人は何を探してるんだろう？と苦しくなった」と告白し、それは一緒に作品を鑑賞した自分の夫も同意見だったと話した。また、西田は原田と高校時代の親友という設定でありながら、久々に会ってカフェで話をするという第1話のたった1シーンでしか共演できず、「あっというまで残念。でも『時をかける少女』で育った世代でありとても嬉しい。原田さんかわいかったな」と、会見や自身のtwitterで共演の喜びを明かした。原作の著者である角田光代も完成したドラマを見て、「自分が書いたものよりももっと深い恋愛の物語になっている」「原田知世さん演じるまじめな梨花の、透明な孤独感と空虚感に胸が痛んだが、一段と恋愛について深く考えざるを得ないドラマにしてもらえて幸せ」という感謝の言葉を述べている。

### キャスト
人物詳細は原作部分を参照。本項目では簡単な続柄を記載。

#### 主要人物
梅澤 梨花
演 - 原田知世（高校時代：前田希美）
正文の妻。わかば銀行すずかぜ台支店渉外担当。
平林 光太
演 - 満島真之介
孝三の孫。映画監督志望の大学生。
岡崎 木綿子
演 - 水野真紀（高校時代：相楽樹）
梨花の聖マティアス女子学院時代の同級生。
中条 亜紀
演 - 西田尚美（高校時代：藤井武美）
梨花の聖マティアス女子学院時代の同級生。雑誌編集者。

#### わかば銀行すずかぜ台支店
井上 義雄
演 - 佐戸井けん太
佐倉 泰晴
演 - 久松龍一
川口 栄子
演 - 竹内都子
水野 あかり
演 - 占部房子
奥田 美穂
演 - 宍戸美和公

##### 顧客
平林 孝三
演 - ミッキー・カーチス
名護 たま江
演 - 富士真奈美

#### その他
梅澤 正文
演 - 光石研
梨花の夫。商社勤務。
岡崎 真一
演 - 甲本雅裕
木綿子の夫。
岡崎 ちかげ
演 - 原涼子
木綿子・真一の娘。
岩田 洋二
演 - 長谷川初範
雑誌編集長。亜紀の上司で元不倫相手。
前田 曜子
演 - 中島亜梨沙
亜紀の後輩編集者。

#### ゲスト
複数話・単話登場の場合は演者名の横の括弧（）内に表記。
第1話
羽山
演 - 弓削智久（第4話）
旅先で梨花に声を掛ける男性。
梨花の母
演 ‐ 長内美那子

第2話
仁志 まどか
演 - 山本ひかる（第4話 - 最終話）
光太の恋人。
第3話 - 第4話
波多野 沙織
演 - 南乃彩希（最終話）
父と母が離婚してから、2年ぶりに母と再会する。
山之内 幸雄
演 - 不破万作
山之内 早苗
演 - 野口ふみえ
上記2名は梨花が担当する顧客。
麻衣
演 - 大塚れな
瀬奈
演 - 岩田月花
上記2名はちかげの同級生。

### スタッフ
- 原作 - 角田光代
- 脚本 - 篠崎絵里子
- 音楽 - 住友紀人
- 演出 - 黛りんたろう、一色隆司
- 主題歌 - マイア・ヒラサワ「子守唄」（ビクターエンタテインメント）[20]
- 法律監修 - 小池振一郎
- 制作統括 - 近藤晋（Shin企画）、海辺潔（NHKエンタープライズ）、谷口卓敬
- プロデューサー - 大越大士（Shin企画）
- 制作 - NHKエンタープライズ
- 制作著作 - NHK、Shin企画

### 放送日程
| 各話                                                     | 放送日  | サブタイトル   | 演出         |
| -------------------------------------------------------- | ------- | -------------- | ------------ |
| 第1回                                                    | 1月07日 | 名前のない金   | 黛りんたろう |
| 第2回                                                    | 1月14日 | 満たされた渇き | 黛りんたろう |
| 第3回                                                    | 1月21日 | 清らかな罪     | 黛りんたろう |
| 第4回                                                    | 1月28日 | 楽園の終わり   | 一色隆司     |
| 最終回                                                   | 2月04日 | 誰のための愛   | 一色隆司     |
| 平均視聴率6.8%（視聴率は関東地区・ビデオリサーチ社調べ） |         |                |              |

| NHK ドラマ10                                  | NHK ドラマ10                   | NHK ドラマ10                                   |
| 前番組                                        | 番組名                         | 次番組                                         |
| --------------------------------------------- | ------------------------------ | ---------------------------------------------- |
| 真夜中のパン屋さん （2013.11.5 - 2013.12.24） | 紙の月 （2014.1.7 - 2014.2.4） | いつか陽のあたる場所で スペシャル （2014.4.1） |

### 韓国ドラマ「紙の月」
原題： 종이달（紙の月）
邦題：紙の月
演出： ユ・ジョンソン、チョン・ウォンヒ
ジャンル： サスペンス・ミステリー
放送： ENA（2023）
放送日： 2023/04/10
放送終了： 2023/05/09
放送時間： 月・火曜　22：00～
キャスト：キム・ソヒョン、ユソン、ソ・ヨンヒ、イ・シウ

## 映画
第36回日本アカデミー賞で最優秀作品賞を含む3冠に輝いた『桐島、部活やめるってよ』で知られる吉田大八によって映画化された。その監督と初タッグを組み、主人公・梅澤梨花を演じるのは『オリヲン座からの招待状』（2007年）以来7年ぶりの映画主演となる宮沢りえ。不倫相手の大学生役として池松壮亮、映画オリジナルキャラクターで梨花の先輩銀行員役としてこれが宮沢と初共演となる小林聡美、AKB48卒業後初めて女優としての本格的な映画出演となる大島優子らが脇を固め、バブル崩壊直後の1994年を舞台に平凡な主婦による巨額横領事件を描く。原作は梨花の周りの人間が彼女を語ることで梨花という存在を浮き彫りにしていく手法がとられたが、映画は実際に横領に手を染めていくプロセスをしっかり描きたいという監督の思いがあったため、原作では少ない銀行の場面や内部の描写をふくらませたサスペンス色が強い作品となっている。

### キャスト（映画）
- 梅澤梨花 - 宮沢りえ[34][35]（中学生時代：平祐奈[36]）
- 平林光太 - 池松壮亮[37][38][39][40]
- 相川恵子 - 大島優子[41][42]
- 梅澤正文 - 田辺誠一
- 井上佑司 - 近藤芳正
- 内藤課長 ‐ 大西武志
- 小山内等 - 佐々木勝彦
- 小山内光子 - 天光眞弓
- 今井 - 伊勢志摩
- 奈々 ‐ 藤本泉
- 平林孝三 - 石橋蓮司
- 名護たまえ - 中原ひとみ
- 隅より子 - 小林聡美
- 声の出演 - 佐津川愛美、桜木信介、嶋田翔平、森脇由紀
- 清瀬やえこ、猫田直、稲森誠、近藤奈保妃、松岡恵望子　ほか

### スタッフ（映画）
- 監督 - 吉田大八[43][44][45]
- 脚本 - 早船歌江子
- 音楽 - little moa、小野雄紀、山口龍夫[46]
- 主題歌 - ヴェルヴェット・アンダーグラウンド・アンド・ニコ「Femme Fatale」（ユニバーサルミュージック）[46]
- 音楽プロデューサー - 緑川徹
- 撮影 - シグママコト
- 美術 - 安宅紀史
- 照明 - 西尾慶太
- 録音 - 加来昭彦
- 整音 - 矢野正人
- 編集 - 佐藤崇
- 助監督 - 甲斐聖太郎、小松真一、河村恵、田中惇也
- 制作担当 - 加藤誠
- スクリプター - 田口良子
- ラインプロデューサー - 原田耕治
- タイロケ制作協力 - NAGAYA SHOWTENG CO.LTD./The Thailand Film Office(タイ国政府観光スポーツ省観光局　映画業務部)/GEAR HEAD CO.LTD.
- 音響効果 - 伊藤瑞樹
- ステディカム - 千葉真一、木村太郎
- キャメラカー - スーパードライバーズ
- アクションコーディネート - 辻井啓伺、江澤大樹
- VFX・CG - ROBOT、FLUX、日本エフェクトセンター
- ラボ - IMAGICA
- スタジオ - 角川大映スタジオ
- 銀行資料提供協力 - 新宮信用金庫
- ロケ協力 - 大垣共立銀行、茨城県フィルムコミッション、神戸フィルムオフィス、深谷フィルムコミッション　ほか
- 製作総指揮 - 大角正
- エグゼクティブ・プロデューサー - 高橋敏弘、安藤親広
- プロデューサー - 池田史嗣[27]、石田聡子、明石直弓
- 企画・製作 - 松竹、ROBOT
- 制作プロダクション - ROBOT
- 配給 - 松竹
- 製作 - 「紙の月」製作委員会（松竹、ポニーキャニオン、ROBOT、アスミック・エース、博報堂、朝日新聞社、ぴあ、KDDI）

### 製作

#### 企画・撮影

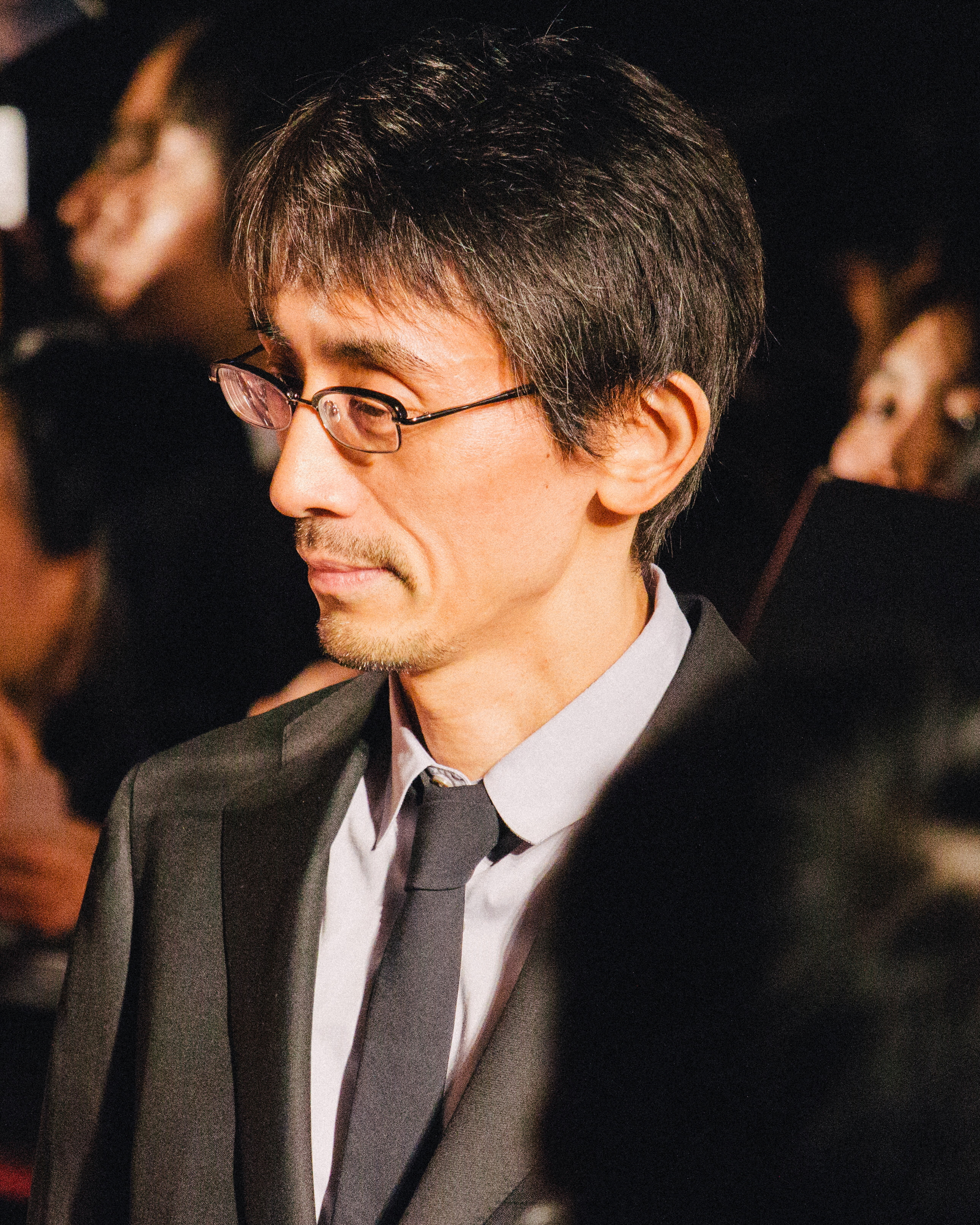
本作出品のため第27回東京国際映画祭に出席する監督の吉田大八

監督は人間観察の確かさに定評がある吉田大八。同じ角田光代原作で日本アカデミー賞最優秀作品賞他主要映画賞を独占した映画『八日目の蝉』をプロデュースし、続いて本作を企画したプロデューサーの池田史嗣によると、「奇しくも共に“逃亡する女性”がテーマ。でも、本作は『八日目の蝉』とは全く違うアプローチで挑まないと成功しないと直感的に思った。」ということで、『クヒオ大佐』『パーマネント野ばら』など女性の業を描いた作品で知られ、独特の映像センスで注目を集める吉田大八に白羽の矢が立てられ、『桐島、部活やめるってよ』公開直後の2012年夏頃にオファーされた。“女性とお金”という2つの切り口をもつ原作小説にも魅力を感じた吉田は、「主人公が何を手に入れて何を失い、どこへ向かうのかを自分なりのアプローチで映画にしたい」と受諾。そして、読後に最も強く残った“梨花が走る”という印象から全てのことを膨らませていき、マーティン・スコセッシ監督の映画『グッドフェローズ』（1990年）の反社会的な行為を行いながら道徳的な意味では全く反省しない主人公たちのように、梨花が大金を手にしてまるで別人になったかのように悩まず後悔せず使いながら破滅に向かって堕ちていく姿を「爽やかに」「疾走感をもって」描いたつもりだと話している。

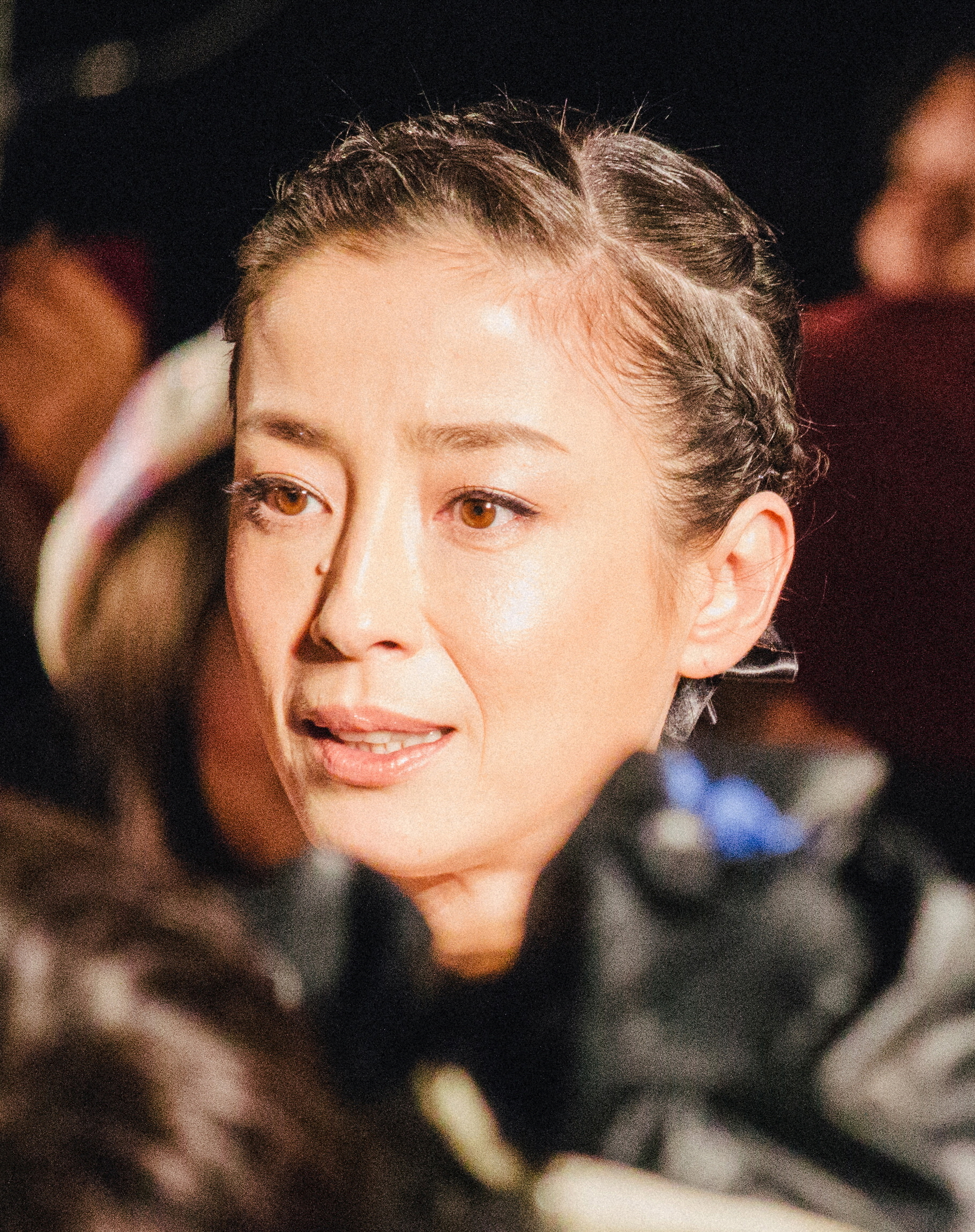
東京国際映画祭に出席する宮沢りえ

主演の宮沢りえは、今回の出演話がきて台本を読んでみても、道徳的に許されない年下の大学生との不倫や犯罪である横領、そして激しい濡れ場のような衝撃的なシーンがあることもあって「やります！」と即決することはできなかったという。しかし30歳で出演した野田秀樹の舞台『透明人間の蒸気』で己の無力さに驚き、できるだけ舞台に専念すると決め、前述の野田や蜷川幸雄など演劇界の世界的巨匠の演出作に立て続けに出演し経験を積み上げながらも長い間映画の世界から遠ざかっていた宮沢にとって、40歳になってそろそろ映画と舞台をバランス良くやりたいと思い始めた絶好のタイミングであったことと、手強いと思いつつも台本に光を感じたこと、吉田大八監督と仕事をしてみたい、巨額横領に手を染めていく主婦という挑戦したことの無い役をやることで今まで無かった自分の顔を見てみたいという思いがあり、オファーを受けた。主人公については脚本を読んでもモデルが見当たらず、「生命力や、到達点を脇目に見ながら進むことへの貪欲さには共感できるものがある」と言いながらも、「こんな危険な道に進む梨花という手強い女を演じるには地球一周マラソンするくらいのエネルギーが必要だった。」と話している宮沢。しかしその結果創り上げられた宮沢の梅澤梨花像について、監督は「自分の想像をはるかに超えた様々な表情を目の当たりにして感動した」、原作者の角田も「度肝を抜かれた。どんどん悪い行動に走っていくのに、反比例して透明な美しさが増していくのがすごい迫力で素晴らしかった。私にはとても書けません」と絶賛のコメントを述べた。東京国際映画祭コンペティション部門プログラミングディレクターの矢田部吉彦も、「登場人物をいかに魅力的に描くかということに神経を注ぐ演出家である吉田監督と、抑圧からの解放を見事に演じきった宮沢さんの出会いは運命的であり、両者のケミストリーが今年の日本映画を代表する一本を生み出した」と評し、プロデューサーの池田史嗣も「2人の波長はほぼ初対面ながらとてもよく合い、性格的に“いい意味貪欲で勝負好きなギャンブラー”という共通点もあって、現場では上を目指して互いを高め合っていた。完全燃焼できたという自負がある」と、2人が組んだことが相乗効果を生んだいう見解を述べた。

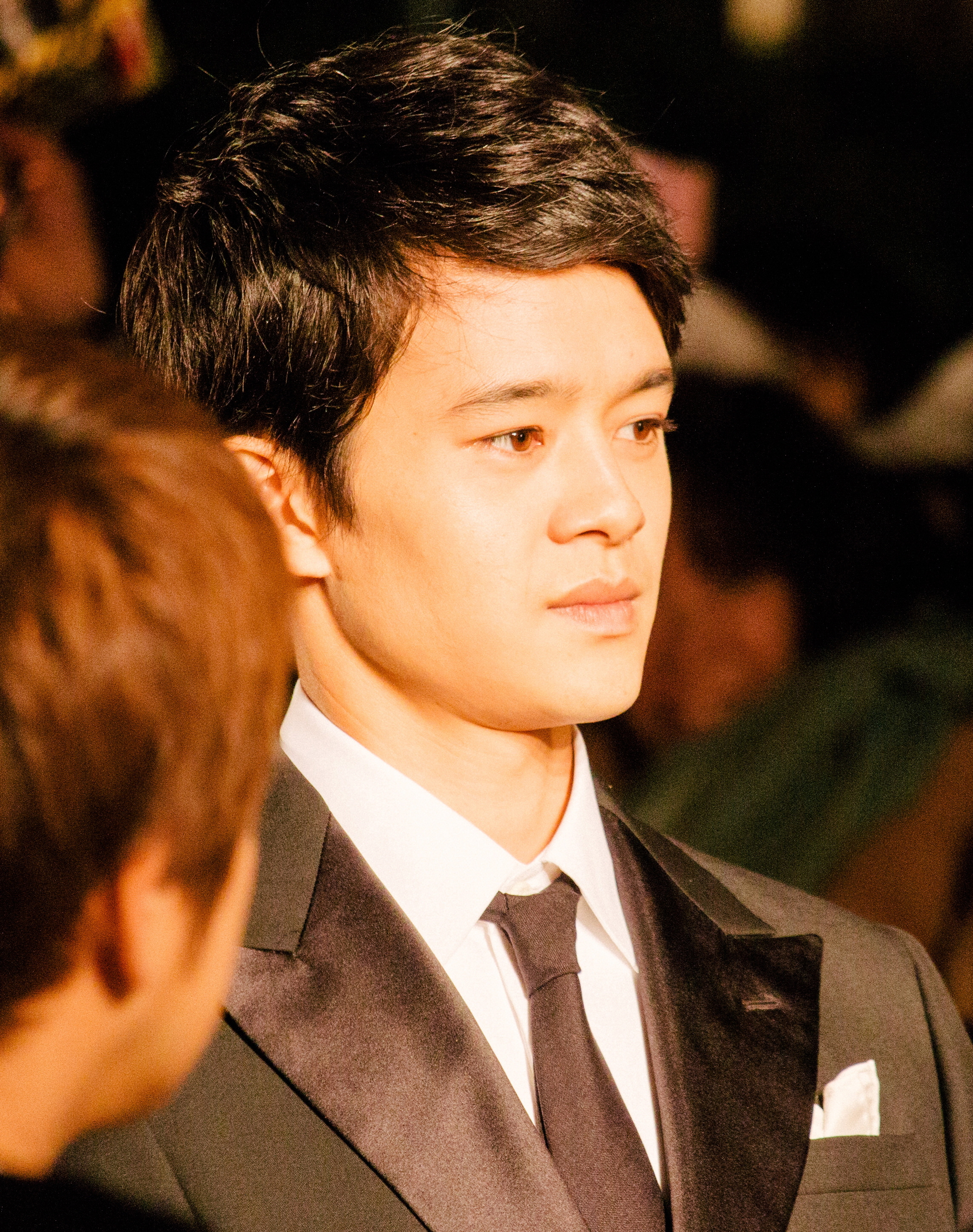
東京国際映画祭に出席する池松壮亮

梨花と不倫をする年下の大学生・平林光太役はキャスティングが難航したが、舞台『ぬるい毒』に続き吉田監督作品は2度目で信頼関係もある池松壮亮が起用された。監督は起用理由を「“熱いのに冷たい”演技ができるし、純粋で色気があって残酷な光太を今の彼で見たかったから。りえさんに差し出すなら、池松しかいなかった」と語っている。池松もそんな期待に応え、「役柄には1ミリも共感できない。他の監督なら断っていたけど、大八さんの作品には出たくないわけがない。光太といる時の梨花の顔を1番輝かせて善悪を一瞬でもひっくり返せれば」と監督の作品だからこその出演を決め、役に没頭する宮沢の姿をとにかく見つめて味方でいるよう心がけ、監督が求める宮沢の新しい表情を引き出すという役割を果たした。
吉田監督は原作を読んだ時に世の中に対して牙を向いているような印象を受け、映像化する際にはその読後感と同じように挑戦する姿勢を見せなければ失礼だと感じたため、小説にはいないオリジナルの人物を登場させている。主人公の梨花に「使わないお金なんてちょっと借りてもお客さん意外と気付かないと思うんですよね」と悪魔のように囁き、無邪気で天真爛漫でありながら梨花の転落を加速させるこの映画のジョーカーとなる存在であるわかば銀行のテラー（窓口係）･相川恵子役には大島優子が抜擢された。監督は起用理由を「この役柄は梨花のダークサイドから生まれた幻のようなイメージのため、現実にしっかり根を下ろした存在感と、捕まえようとしても上手くつかめない人間離れした悪魔的な雰囲気や浮遊感を併せ持っているところがピッタリだと直感的に思ったから」だと述べている。大島は、目線の置き方や細かな表情など細部にわたる監督からの指示や意図を汲み取りながら、故意では無くあくまでも自然で本能的にふと出てしまった言葉が梨花に影響を与えてしまうといった演技を心掛けたという。その他、梨花と対照的に厳格でストイックな勤続20年以上の仕事のできる先輩事務員・隅より子役には小林聡美が起用された。ベテラン銀行員の雰囲気を出すため1日10分以上札束を数える練習を重ね、今まで演じることが多かった親しみやすいキャラクターに相反するよう、とにかくとっつきにくい雰囲気を出して演じたところ、自分で見ても想像以上に怖くなってしまったという。終盤の梨花と対峙するシーンについては、「表面上は戦っているように見えながら、役柄だけではなく宮沢さんと自分自身も共感してしまった部分でもある」と話し、宮沢も「とてつもない緊張感で興奮のマックスにいながら静かなエネルギーを出し合うという素晴らしい時間でした。」と、見どころの一つとして挙げている。宮沢、大島、小林の共演について監督は、「この3人を揃えられたことを褒めてほしい」と自信を見せている。
撮影は2014年1月27日に東京でクランクインし、神戸市の旧居留地や神戸市営地下鉄、実際のラブホテルでも撮影された。銀行の撮影には茨城県水戸市の中核施設・オハナコートの一画にある旧常陽銀行双葉台出張所が使われている。当初は風景のみ取り入れる予定だったタイの映像は、宮沢の提案でデモの厳戒態勢中だったバンコクで出演者ありで撮影され、同年3月30日にクランクアップした。監督は、“感情が世界の論理に牙を剥く瞬間”をどう描くかをカトリック聖歌とシド・ヴィシャスの「マイ・ウェイ」を交互に聴きながら悩み、どういったエンディングにするかも決めないまま撮影を開始。宮沢演じる梨花がどうなっていくかを見極めながらラストを決めるという、監督曰く「贅沢で無責任」な撮り方を実践した。

#### 音楽
主題歌には伝説の米ロックバンドであるヴェルヴェット・アンダーグラウンド・アンド・ニコの「Femme Fatale（邦題：宿命の女）」が起用された。ニコの楽曲が日本映画の主題歌に使用されるのは初。監督の好きな曲でもあり、最後に去っていく梨花をただ見送るしかできないイメージが、男性が女性を見つめていると思われるこの曲と合ったため、ニコの絶望的に優しい歌声で送り出してあげたいと思い版元に使用許可を求めた。しかしまさか本当にOKが出るとは思わず、「古今東西あらゆる楽曲の中で一番相応しい最高の曲によって、犯罪者であるはずの梨花を曲名通り誰よりも美しい“宿命の女”に昇華させ、映画ならではの刺激的なエンディングを演出できたことを監督と狂喜した」とプロデューサーの池田史嗣は明かしている。この曲が使われた特別映像は、賛美歌「あめのみつかいの」のコーラスをバックに「私、自由なんだなって。だから、本当にしたいことをしたんです。」という梨花のセリフが印象的に用いられた6月公開の特報映像とは対照的に、3分強の全編に渡ってセリフはほぼ無しで「Femme Fatale」が淡々と流れる中、梨花と光太が出会い不倫関係に陥っていく様子を背徳感なく爽やかに映し出す内容となっている。

### プロモーション
ティザーポスターは、大量の1万円札を体にまとわせた宮沢が、挑発するような目線を向けている写真が採用された。また、それと同じビジュアルで警察署への通報などを促す警告文が印字されたポスターが、警視庁犯罪抑止対策本部の「“詐欺・横領”抑止キャンペーン」のタイアップで作成され、公共施設や飲食施設などで掲示された。11月2日に新宿ピカデリーで行われたプレミア試写会では、劇場に敷かれたレッドカーペットを宮沢をはじめとした登壇陣が歩いたが、宮沢の顔写真と共に、"A FILM BY DAIHACHI YOSHIDA""WAKABA BANK 1 million"と印刷された、作品にひっかけた特製のお札500枚が降り注ぐというサプライズ演出が行われた。このお札は、のちに映画公式ウェブサイトでTwitter投稿キャンペーン「あなたは梨花を許せる？許せない？」が実施された際の抽選プレゼントにもなった。

### 封切り
2014年11月15日、全国260スクリーンで公開された。丸の内ピカデリーで行われた初日舞台挨拶ではメイン出演者に加えて監督も登壇し、サプライズとして監督から宮沢に手紙が送られた。実はこの映画製作は途中で潰れる話だと思っていたが、宮沢がオファーを受けてくれたことで運命が変わってみるみる形になっていったこと、そして撮影中も自らの全てを惜しみなく捧げ、肉離れもものともせずに走り続けてくれたこと、撮影が終わってからも取材で不器用ながら真剣に作品について語っていて、どれほどこの作品を大切に思っているかを感じたことなどが初めて伝えられた。宮沢は号泣し、「またいつか一緒にもっと大きなものを捕まえる旅に出ましょう」というラブコールには抱擁でこたえた。公開初週土日2日間の2014年11月15、16日で動員10万4018人、興行収入1億3362万5600円を記録し、映画観客動員ランキング（興行通信社調べ）で初登場第2位となった。
本作は韓国、台湾、香港での公開も決定している。また、2014年11月28日に第32回トリノ映画祭「Festa Mobile」部門で上映された他、2015年2月13日に香川県のイオンシネマ高松東で開幕した「さぬき映画祭2015」のオープニング作品としても上映され、監督も登壇した。

#### DVD / Blu-ray
2015年5月20日にDVDとBlu-rayが発売。

### 映画の評価
- 第27回東京国際映画祭審査委員のイ･ジェナは、主演の宮沢りえについて、「奥深い演技と卓越した精神、繊細でもろさを表す心の表情など目ですべてを語り尽くし、真の自由を求め、本当の意味で、彼女には芸術貢献に感謝します。言葉に表せないほどの美しい方です。」と評価[97]。

- 読売新聞の編集委員・福永聖二は「指でこすれば消える月の場面が象徴的。原作の多くを占める友人たちの描写をばっさりと削り、梨花の銀行内外の行動に絞って原作にはいない同僚の厳格な隅（小林聡美）とちゃっかりした相川（大島優子）を登場させたことが梨花の心情を増幅させている。」と原作小説からの脚色を評価し[98]、それぞれのオリジナルキャラクターについては「小林の芝居を見るためにもう一度映画館に行きたくなった」「大島も今どきの若い女性社員を軽快に好演し、驚くようなセリフを違和感なくこなし、見る者を引き込む力を持っていた」とスポーツ報知が述べた[99]。

- モルモット吉田は「本作で称えられるべきは早船歌江子の脚色の妙であろう。銀行勤務の女が金を横領する映画には1974年『史上最大のヒモ 濡れた砂丘』（川谷拓三主演、深尾道典脚本、依田智臣監督）や、1974年『OL日記 濡れた札束』（中島葵主演、宮下教雄脚本、加藤彰監督)などの実話を基にしたものが過去にあったが、どれも男側の視点か、過去と現在をシャッフルした構成にするなど一捻りすることを常としていた。本作のように原作の構成を離れてまで正面から横領を描くことを選択し、それでいてサスペンス豊かな作品へと変貌させるのは至難の技だったはずだが、緻密な構成で限られた登場人物を自由に動かし、見事に応えて見せた」などと評した[100]。

- 一方、産経新聞では「ポップなBGMが犯罪映画というよりおしゃれな恋愛映画のような味付けでいい意味で異彩を放っているが、梨花と光太が恋に突き進む動機付けがいささか弱いのではないか」という意見も述べられた[101]。

#### 受賞歴
- 第28回山路ふみ子映画賞 - 山路ふみ子女優賞（宮沢りえ）[102][103]
  - 2004年の『父と暮せば』以来2度目の受賞で、同賞を2度受賞するのは吉永小百合に続き史上2人目[104]。
- 第27回東京国際映画祭コンペティション部門 - 最優秀女優賞（宮沢りえ） / 観客賞（紙の月） 
  - 最優秀女優賞は日本人女優としては4人目、2003年の『ヴァイブレータ』の寺島しのぶ以来11年ぶり、かつ今回は満場一致での受賞[105]。作品自体もコンペティション部門15作品[106]の中で日本代表作品として邦画で唯一選出され[49]、最も観客から支持された映画に与えられる観客賞を受賞したため2冠達成となった[44][107]。
- 第39回報知映画賞 - 主演女優賞（宮沢りえ）[108] / 助演女優賞（大島優子）[109][110][111]
  - 『紙の月』は作品賞や監督賞など6部門でノミネート[112]。宮沢りえは2002年の『たそがれ清兵衛』以来2度目の主演女優賞受賞となった[113]。
- 第27回日刊スポーツ映画大賞・石原裕次郎賞 -  主演女優賞（宮沢りえ）[114][115] / 助演男優賞（池松壮亮）[116][注釈 4]
- 第88回キネマ旬報ベスト・テン - 助演男優賞（池松壮亮）[注釈 5][117][118] / 助演女優賞（小林聡美）[117]
- 第38回日本アカデミー賞[119] - 最優秀主演女優賞（宮沢りえ）[120] / 優秀作品賞（紙の月） / 優秀監督賞（吉田大八） / 優秀脚本賞（早船歌江子） / 優秀助演女優賞（大島優子[121]、小林聡美） / 新人俳優賞（池松壮亮）[122][注釈 6] / 優秀撮影賞（シグママコト） / 優秀照明賞（西尾慶太） / 優秀録音賞（加来昭彦〈録音〉、矢野正人〈整音〉） / 優秀編集賞（佐藤崇）
  - 宮沢りえの最優秀主演女優賞は2003年の『たそがれ清兵衛』以来12年ぶり2度目[120]。
- 第24回東京スポーツ映画大賞[123] - 主演女優賞（宮沢りえ）[124] / 助演女優賞（大島優子）[125]
  - 宮沢りえの主演女優賞は『たそがれ清兵衛』以来2度目[124]。
- 第69回毎日映画コンクール - 撮影賞（シグママコト）[126]
- 第57回ブルーリボン賞 - 助演男優賞（池松壮亮）[注釈 7][61][127] / 助演女優賞（小林聡美）[67][68]
  - 『紙の月』は最多5部門でノミネートされていた[128]。
- 第36回ヨコハマ映画祭 - 主演女優賞（宮沢りえ） / 助演男優賞（池松壮亮）[129][注釈 8] / 助演女優賞（小林聡美、大島優子[130]）

2015年2月時点で邦画映画賞を29冠獲得した。